# Eilmsen
Eilmsen – obręb ewidencyjny w gminie Welver w powiecie Soest, w kraju związkowym Nadrenia Północna-Westfalia, w rejencji Arnsberg.

## Demografia
Według spisu ludności z 1933 roku, w Eilmsen mieszkało 243 mieszkańców, a w 1939 roku 247 mieszkańców. W 1946 roku mieszkało tutaj 392 mieszkańców.

## Historia
Pierwsza wzmianka o Eilmsen pochodzi z około 1290 roku.

### Reorganizacja gmin
W ramach reorganizacji gmin 1 lipca 1969 roku Eilmsen połączyło się z Vellinghausen tworząc dzielnicę gminy Vellinghausen-Eilmsen.